# GKN1
GKN1‏ (Gastrokine 1) هوَ بروتين يُشَفر بواسطة جين GKN1 في الإنسان.